# Laneuveville-devant-Nancy
Pour les articles homonymes, voir Laneuveville et Nancy (homonymie).
Laneuveville-devant-Nancy est une commune française située dans le département de Meurthe-et-Moselle, en région Grand Est.

## Géographie

### Localisation
Laneuveville-devant-Nancy se situe à quelques kilomètres au sud-est de Nancy, entre Jarville-la-Malgrange et Saint-Nicolas-de-Port. Elle est traversée par le canal de la Marne au Rhin et est le départ du canal de jonction de Nancy.

### Géologie et relief
Laneuveville, hormis son centre-ville, comprend le quartier de La Madeleine (dont les habitants s'appellent les Phlinois, en raison de l'ancien nom du village, Saint-Phlin, connu pour sa soudière Novacarb) et le quartier de Montaigu (avec son château remarquable).

### Sismicité
Commune située dans une zone 1 de sismicité très faible.

### Hydrographie
La commune est dans le bassin versant du Rhin au sein du bassin Rhin-Meuse. Elle est drainée par la Meurthe, le canal de jonction (embranchement de Nancy), le canal de la Marne au Rhin, le ruisseau de l'Étang et le Ruau des Truies,,.
La Meurthe, d'une longueur de 161 km, prend sa source dans la commune du Valtin et se jette  dans la Moselle à Pompey, après avoir traversé 53 communes. Les caractéristiques hydrologiques de la Meurthe sont données par la station hydrologique située sur la commune. Le débit moyen mensuel est de 35,5 m3/s. Le débit moyen journalier maximum est de 689 m3/s, atteint lors de la crue du 4 octobre 2006. Le débit instantané maximal est quant à lui de 779 m3/s, atteint le même jour.
Le canal de la Marne au Rhin, long de 293 km et comportant 178 écluses à l'origine, relie la Marne (à Vitry-le-François) au Rhin (à Strasbourg). Par le canal latéral de la Marne, il est connecté au réseau navigable de la Seine vers l'Île-de-France et la Normandie. 

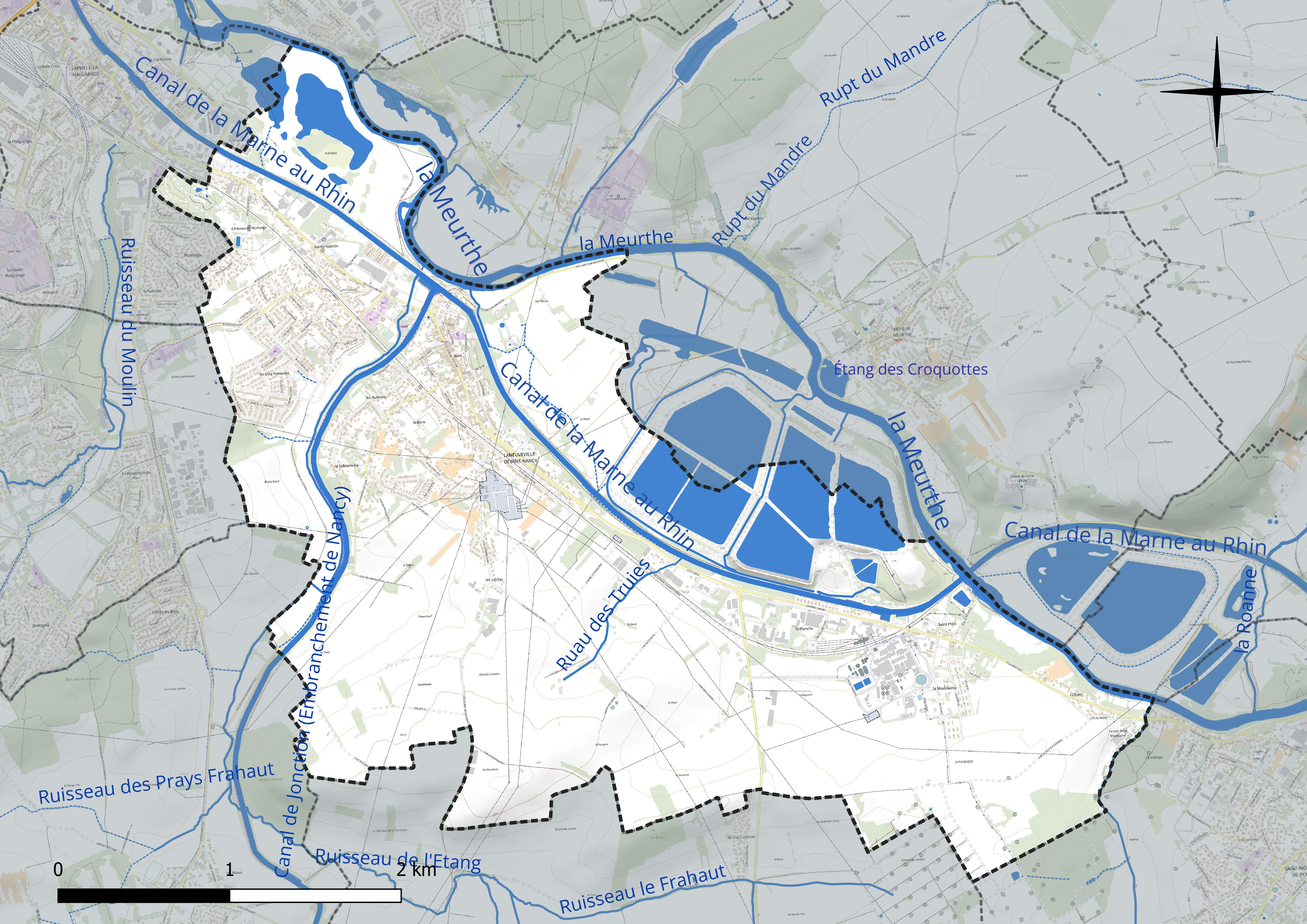
Réseau hydrographique de Laneuveville-devant-Nancy.

### Climat
Pour des articles plus généraux, voir Climat du Grand Est et Climat de Meurthe-et-Moselle.
En 2010, le climat de la commune est de type climat océanique dégradé des plaines du Centre et du Nord, selon une étude du Centre national de la recherche scientifique s'appuyant sur une série de données couvrant la période 1971-2000. En 2020, Météo-France publie une typologie des climats de la France métropolitaine dans laquelle la commune est exposée à un climat semi-continental et est dans la région climatique  Lorraine, plateau de Langres, Morvan, caractérisée par un hiver rude (1,5 °C), des vents modérés et des brouillards fréquents en automne et hiver. 
Pour la période 1971-2000, la température annuelle moyenne est de 9,9 °C, avec une amplitude thermique annuelle de 17 °C. Le cumul annuel moyen de précipitations est de 776 mm, avec 11,7 jours de précipitations en janvier et 9,4 jours en juillet. Pour la période 1991-2020, la température moyenne annuelle observée sur la station météorologique de Météo-France la plus proche, « Nancy-Essey », sur la commune de Tomblaine à 3 km à vol d'oiseau, est de 11,0 °C et le cumul annuel moyen de précipitations est de 746,3 mm. 
La température maximale relevée sur cette station est de 40,1 °C, atteinte le 24 juillet 2019 ; la température minimale est de −24,8 °C, atteinte le 21 février 1956,,. 
| Mois                                  | jan.             | fév.             | mars             | avril           | mai             | juin           | jui.          | août           | sep.            | oct.            | nov.             | déc.             | année      |
| ------------------------------------- | ---------------- | ---------------- | ---------------- | --------------- | --------------- | -------------- | ------------- | -------------- | --------------- | --------------- | ---------------- | ---------------- | ---------- |
| Température minimale moyenne (°C)     | −0,2             | 0                | 2,1              | 4,5             | 8,7             | 12,2           | 14,2          | 13,9           | 10,2            | 7,1             | 3,4              | 1                | 6,4        |
| Température moyenne (°C)              | 2,6              | 3,5              | 6,9              | 10,2            | 14,2            | 17,9           | 20            | 19,6           | 15,6            | 11,3            | 6,4              | 3,5              | 11         |
| Température maximale moyenne (°C)     | 5,4              | 7,1              | 11,6             | 15,8            | 19,8            | 23,5           | 25,8          | 25,4           | 20,9            | 15,5            | 9,4              | 6                | 15,5       |
| Record de froid (°C) date du record   | −21,6 13.01.1968 | −24,8 21.02.1956 | −15,9 04.03.1965 | −6,8 02.04.1958 | −4,2 03.05.1960 | 1,6 05.06.1953 | 2 01.07.1962  | 2,8 26.08.1966 | −1,3 24.09.1948 | −7,9 27.10.1950 | −12,7 23.11.1998 | −21,3 30.12.1939 | −24,8 1956 |
| Record de chaleur (°C) date du record | 16,8 05.01.1999  | 20,8 27.02.19    | 26 31.03.21      | 29,3 18.04.1949 | 33 28.05.17     | 37,2 26.06.19  | 40,1 24.07.19 | 39,3 08.08.03  | 34,4 15.09.20   | 27,6 13.10.23   | 22,7 02.11.20    | 18,5 16.12.1989  | 40,1 2019  |
| Ensoleillement (h)                    | 524              | 801              | 1 396            | 1 812           | 2 056           | 2 235          | 2 348         | 2 194          | 1 719           | 1 046           | 521              | 432              | 17 083     |
| Précipitations (mm)                   | 64,4             | 54,8             | 54,1             | 44,3            | 67,9            | 56             | 63            | 67,2           | 61,1            | 66,5            | 68,9             | 78,1             | 746,3      |

| Diagramme climatique                                  |          |             |             |             |            |            |              |              |             |            |        |
| J                                                     | F        | M           | A           | M           | J          | J          | A            | S            | O           | N          | D      |
| 5,4−0,264,4                                           | 7,1054,8 | 11,62,154,1 | 15,84,544,3 | 19,88,767,9 | 23,512,256 | 25,814,263 | 25,413,967,2 | 20,910,261,1 | 15,57,166,5 | 9,43,468,9 | 6178,1 |
| Moyennes : • Temp. maxi et mini °C • Précipitation mm |          |             |             |             |            |            |              |              |             |            |        |

Les paramètres climatiques de la commune ont été estimés pour le milieu du siècle (2041-2070) selon différents scénarios d'émission de gaz à effet de serre à partir des nouvelles projections climatiques de référence DRIAS-2020. Ils sont consultables sur un site dédié publié par Météo-France en novembre 2022.

### Voies de communication et transports

#### Transports en commun
- Fluo Grand Est.

Laneuveville-devant-Nancy est reliée au Grand Nancy grâce aux lignes du réseau de transport de l'agglomération nancéienne appelé Réseau Stan :
- Tempo 2 : Laneuveville Centre - Laxou Sapinière
- Ligne 23 Sub : Saint-Nicolas-de-Port - Villers Campus Sciences
- Ligne 24 Sub : Art-sur-Meurthe - Dombasle Saulcy
- Ligne 30 : Laneuveville Gare - Villers Campus Sciences

#### Transport ferroviaire
La commune de Laneuveville-devant-Nancy est reliée à Nancy et à Lunéville grâce à la ligne Nancy-Lunéville (ligne 12) du réseau TER Grand Est à raison de 12 trains quotidien vers Lunéville et 13 vers Nancy en semaine. La Gare est située derrière le centre ville face à la résidence des Aulnois et est en correspondance directe avec la ligne 30 du réseau Stan, qui l'a pour terminus.

## Urbanisme

### Typologie
Au 1er janvier 2024, Laneuveville-devant-Nancy est catégorisée ceinture urbaine, selon la nouvelle grille communale de densité à sept niveaux définie par l'Insee en 2022.
Elle appartient à l'unité urbaine de Nancy, une agglomération intra-départementale regroupant 28  communes, dont elle est une commune de la banlieue,,. Par ailleurs la commune fait partie de l'aire d'attraction de Nancy, dont elle est une commune de la couronne,. Cette aire, qui regroupe 353 communes, est catégorisée dans les aires de 200 000 à moins de 700 000 habitants,.

### Occupation des sols
L'occupation des sols de la commune, telle qu'elle ressort de la base de données européenne d’occupation biophysique des sols Corine Land Cover (CLC), est marquée par l'importance des territoires agricoles (60,8 % en 2018), en diminution par rapport à 1990 (67,5 %). La répartition détaillée en 2018 est la suivante : terres arables (33,2 %), prairies (24 %), zones urbanisées (18,9 %), zones industrielles ou commerciales et réseaux de communication (17,7 %), zones agricoles hétérogènes (3,6 %), eaux continentales (2,5 %), forêts (0,1 %). L'évolution de l’occupation des sols de la commune et de ses infrastructures peut être observée sur les différentes représentations cartographiques du territoire : la carte de Cassini (XVIIIe siècle), la carte d'état-major (1820-1866) et les cartes ou photos aériennes de l'IGN pour la période actuelle (1950 à aujourd'hui).

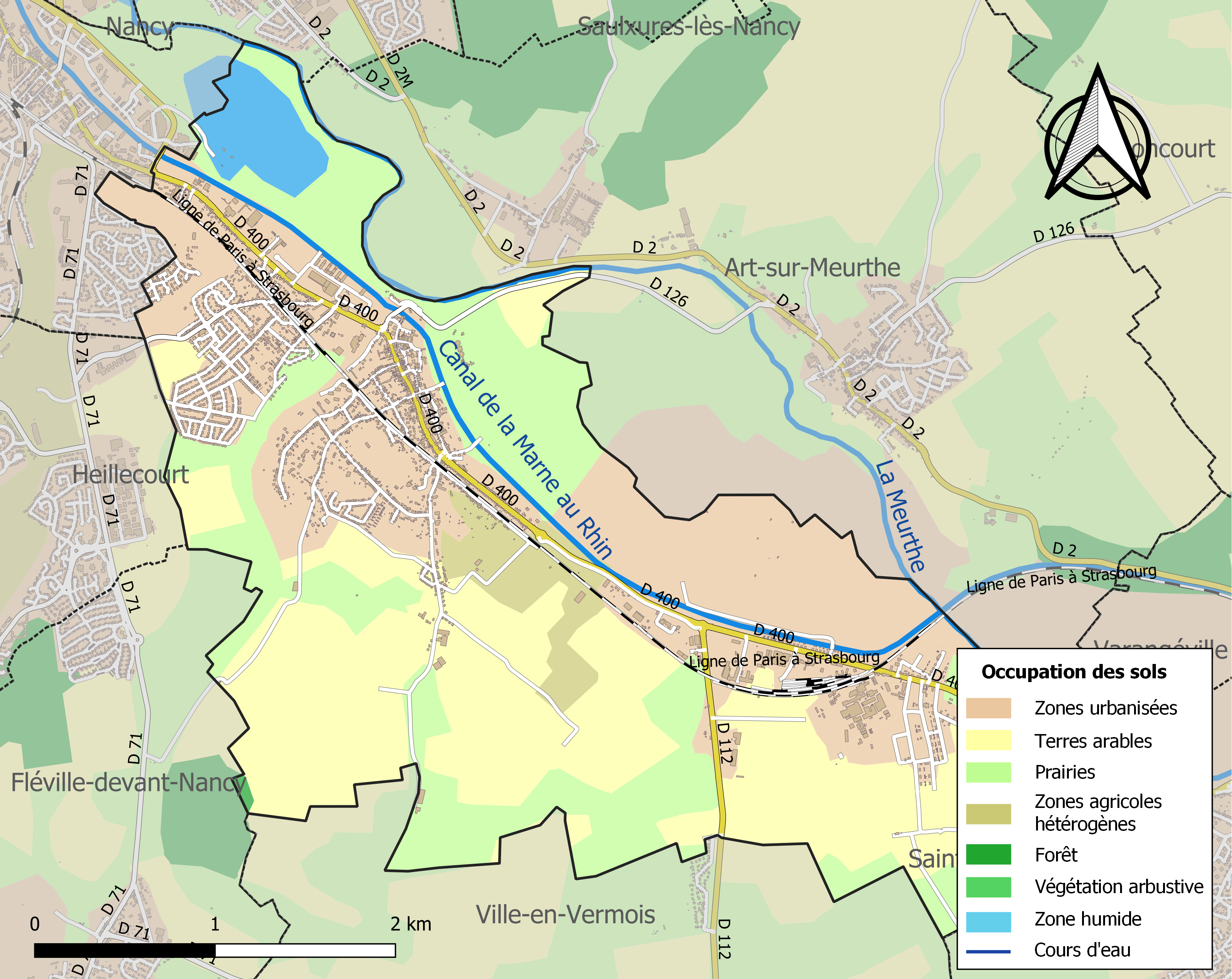
Carte des infrastructures et de l'occupation des sols de la commune en 2018 (CLC).

## Toponymie
Le nom de la localité est attesté sous la forme latinisée Nova Villa juxta Nanceium [Quand ?][réf. nécessaire].
Le toponyme signifie « nouveau village » : il est caractéristique de l'implantation d'un « nouveau domaine » au Moyen Âge.

Laneuveville est « devant » Nancy.
La Madeleine est simplement le nom d'une ferme qui a été un domaine religieux, autrefois une ancienne maladrerie, placée sous l'autorité de religieuses à l'époque moderne. Ce genre de lieu était aussi dénommé « madeleine ».

## Histoire
- Occupation romaine importante. À la Madeleine, des fouilles archéologiques ont mis au jour « Arentariae », une bourgade gallo-romaine[25], par Jeanne-Marie Demarolle.   Collection de l'Institut des Sciences et Techniques de l'Antiquité   Année 1997   647   p. 197-206.
- Nombreux vestiges gallo-romains découverts sur la commune : fondations d'un petit temple en 1810, hypocauste en 1820, statuettes de bronze en 1840 et 1846, bas-reliefs de pierre en 1847.
- Existence d'un atelier céramique gallo-romain à la Madeleine.
- Présence franque.
- Fondation au XVIIe de l'ermitage Notre-Dame de Montaigu, qui devint rapidement un lieu de pèlerinage très fréquenté ; l'ermitage fut saccagé en 1793.

## Politique et administration

### Tendances politiques et résultats
| Période                                  | Période   | Identité               | Étiquette             | Qualité                                                        |
| ---------------------------------------- | --------- | ---------------------- | --------------------- | -------------------------------------------------------------- |
| Les données manquantes sont à compléter. |           |                        |                       |                                                                |
| 1900                                     | 1902      | Antoine Dupré          |                       |                                                                |
| 1902                                     | 1905      | Joseph-Édouard Simonin |                       |                                                                |
| 1905                                     | 1908      | Jules Albertin         |                       |                                                                |
| 1908                                     | 1919      | Edgar Antoine          |                       |                                                                |
| 1919                                     | 1945      | Lucien Riff            |                       |                                                                |
| 1945                                     | 1946      | René Martin            |                       |                                                                |
| 1946                                     | 1949      | Adhémar Gantois        |                       |                                                                |
| 1949                                     | 1971      | Robert Damery          |                       |                                                                |
| 1971                                     | 1977      | Gino Capolungo         |                       |                                                                |
| mars 1977                                | 1993      | Pierre Mouchette       |                       |                                                                |
| juin 1993                                | juin 2020 | Serge Bouly            | RPR puis UMP puis DVD | Hydrogéologue 2e vice-président de la Métropole du Grand Nancy |
| juin 2020                                | En cours  | Éric Da Cunha          | SE                    | 17e vice-président de la Métropole du Grand Nancy              |

Laneuveville-devant-Nancy est le chef-lieu du canton du Grand Couronné.

### Budget et fiscalité 2021
En 2021, le budget de la commune était constitué ainsi :
- total des produits de fonctionnement : 4 753 000 €, soit 715 € par habitant ;
- total des charges de fonctionnement : 4 446 000 €, soit 669 € par habitant ;
- total des ressources d'investissement : 409 000 €, soit 62 € par habitant ;
- total des emplois d'investissement : 413 000 €, soit 62 € par habitant ;
- endettement : 2 850 000 €, soit 429 € par habitant.

Avec les taux de fiscalité suivants :
- taxe d'habitation : 5,59 % ;
- taxe foncière sur les propriétés bâties : 24,08 % ;
- taxe foncière sur les propriétés non bâties : 9,70 % ;
- taxe additionnelle à la taxe foncière sur les propriétés non bâties : 0,00 % ;
- cotisation foncière des entreprises : 0,00 %.

Chiffres clés Revenus et pauvreté des ménages en 2020 : médiane en 2020 du revenu disponible, par unité de consommation : 22 480 €.

### Jumelages
Sous l'impulsion de la Fédération mondiale des villes jumelées-cités unies, Laneuveville-devant-Nancy a développé un jumelage avec la ville de Auerbach in der Oberpfalz en Allemagne qui se concrétise régulièrement par des échanges et des manifestations temporaires organisés dans les deux villes :
- Auerbach in der Oberpfalz (Allemagne) depuis 1985.

Une flamme d'oblitération de la Poste a d'ailleurs mis en exergue ce jumelage dans les années 1990.

## Population et société

### Démographie

#### Pyramide des âges
L'évolution du nombre d'habitants est connue à travers les recensements de la population effectués dans la commune depuis 1793. Pour les communes de moins de 10 000 habitants, une enquête de recensement portant sur toute la population est réalisée tous les cinq ans, les populations de référence des années intermédiaires étant quant à elles estimées par interpolation ou extrapolation. Pour la commune, le premier recensement exhaustif entrant dans le cadre du nouveau dispositif a été réalisé en 2008.

En 2022, la commune comptait 6 595 habitants, en évolution de +0,78 % par rapport à 2016 (Meurthe-et-Moselle : −0,13 %, France hors Mayotte : +2,11 %).
| 1793 | 1800 | 1806 | 1821 | 1831 | 1836 | 1841 | 1846 | 1851 |
| ---- | ---- | ---- | ---- | ---- | ---- | ---- | ---- | ---- |
| 564  | 603  | 642  | 706  | 695  | 765  | 821  | 851  | 885  |

| 1856 | 1861 | 1872 | 1876  | 1881  | 1886  | 1891  | 1896  | 1901  |
| ---- | ---- | ---- | ----- | ----- | ----- | ----- | ----- | ----- |
| 821  | 830  | 887  | 1 310 | 1 528 | 1 518 | 1 463 | 1 696 | 1 884 |

| 1906  | 1911  | 1921  | 1926  | 1931  | 1936  | 1946  | 1954  | 1962  |
| ----- | ----- | ----- | ----- | ----- | ----- | ----- | ----- | ----- |
| 2 183 | 2 186 | 2 434 | 2 714 | 3 261 | 3 293 | 3 106 | 3 784 | 4 263 |

| 1968  | 1975  | 1982  | 1990  | 1999  | 2006  | 2008  | 2013  | 2018  |
| ----- | ----- | ----- | ----- | ----- | ----- | ----- | ----- | ----- |
| 4 896 | 5 059 | 5 114 | 4 912 | 5 083 | 5 800 | 6 005 | 5 932 | 6 538 |

| 2022  | - | - | - | - | - | - | - | - |
| ----- | - | - | - | - | - | - | - | - |
| 6 595 | - | - | - | - | - | - | - | - |

### Enseignement
Établissements d'enseignements :
- écoles maternelles et primaires à Laneuveville-devant-Nancy, Art-sur-Meurthe, Heillecourt ;
- collèges à Art-sur-Meurthe, Heillecourt, Jarville-la-Malgrange, Vandœuvre-lès-Nancy ;
- lycées à Art-sur-Meurthe, Jarville-la-Malgrange, Nancy.

### Santé
Professionnels et établisements de santé :
- médecins à Laneuveville-devant-Nancy, Jarville-la-Malgrange, Fléville-devant-Nancy, Heillecourt, Art-sur-Meurthe, Vandoeuvre-lès-Nancy ;
- pharmacies à Laneuveville-devant-Nancy, Jarville-la-Malgrange, Fléville-devant-Nancy, Heillecourt, Vandoeuvre-lès-Nancy ;
- hôpitaux à Vandoeuvre-lès-Nancy, Nancy ;
- centre hospitalier régional et universitaire de Nancy.

### Cultes
- Culte catholique, Paroisse Saint François de Sales[35], Diocèse de Nancy et Toul.

## Économie

### Entreprises et commerces

#### Agriculture
- Culture et élevage associés.
- Élevage d'ovins et de caprins.
- Élevage d'autres bovins et de buffles.
- Élevage d'autres animaux.

#### Tourisme
- Hébergements et restauration à Tomblaine, Nancy, Houdemont, Essey-lès-Nancy.

#### Commerces
- Commerces et services de proximité.
- La soudière Novacarb devenue Seqens en 2018 à La Madeleine, produit des sels comme le carbonate de sodium, bicarbonate de sodium et de sulfate de soude pour l’industrie chimique. Elle produit sa propre énergie à partir d'une centrale à charbon. Cette unité est remplacée par une autre, une centrale biomasse nommée Novawood qui a pour objet la valorisation énergétique. En 2020, commence le montage de cette nouvelle installation[36]

## Culture locale et patrimoine

### Lieux et monuments

#### Édifices civils

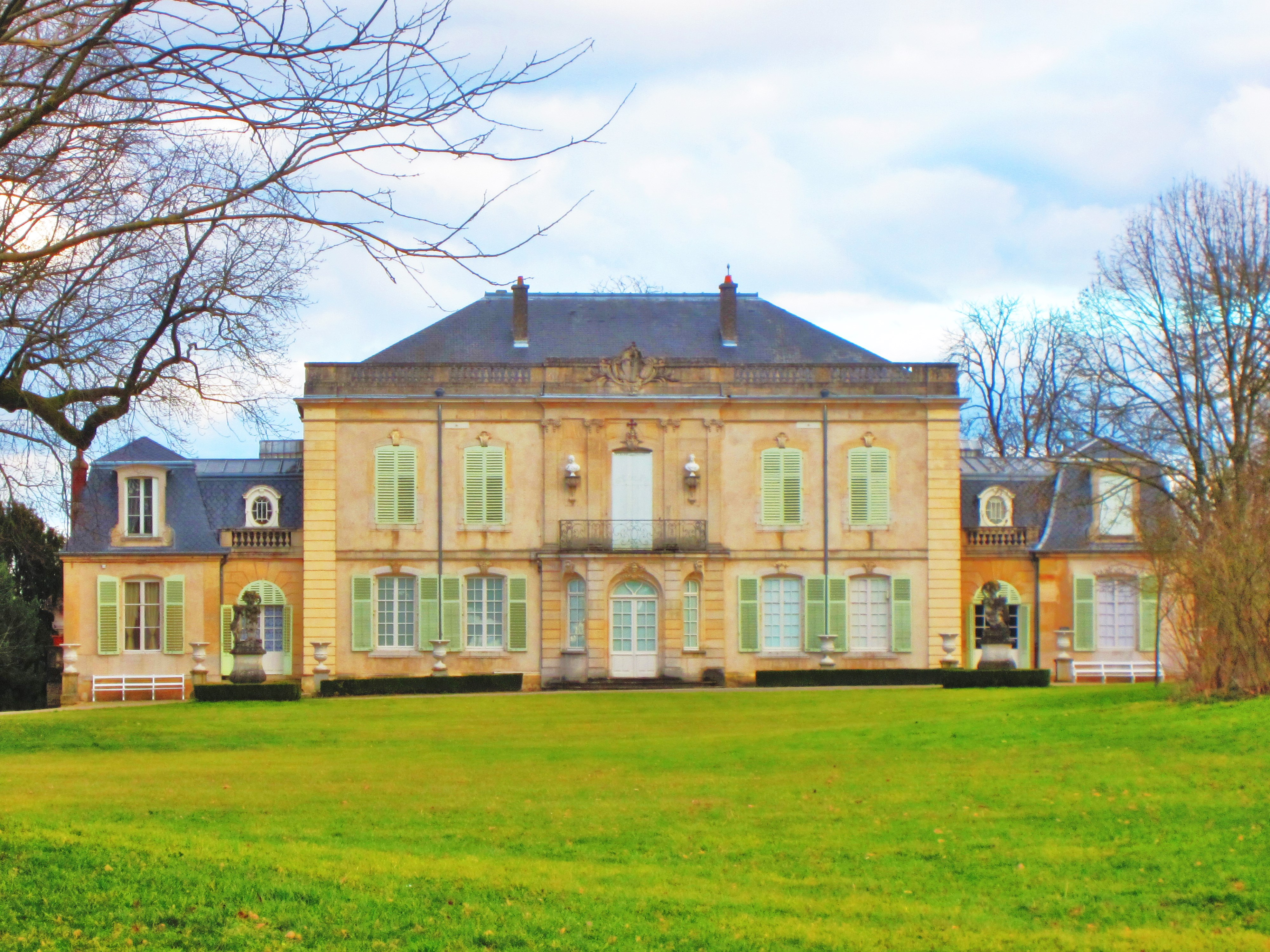
Château de Montaigu.
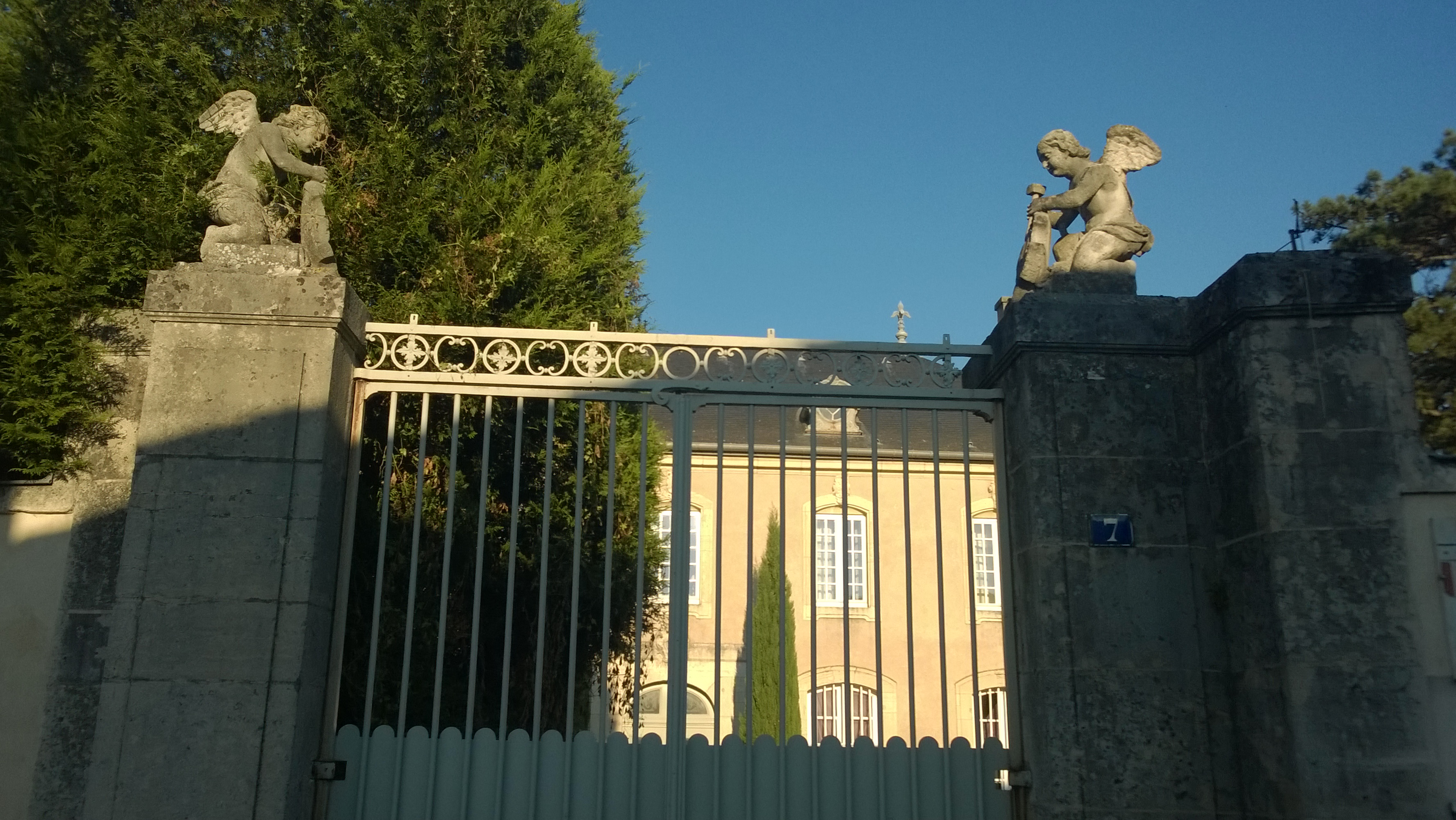
Château de l'abbé de Bouzey.
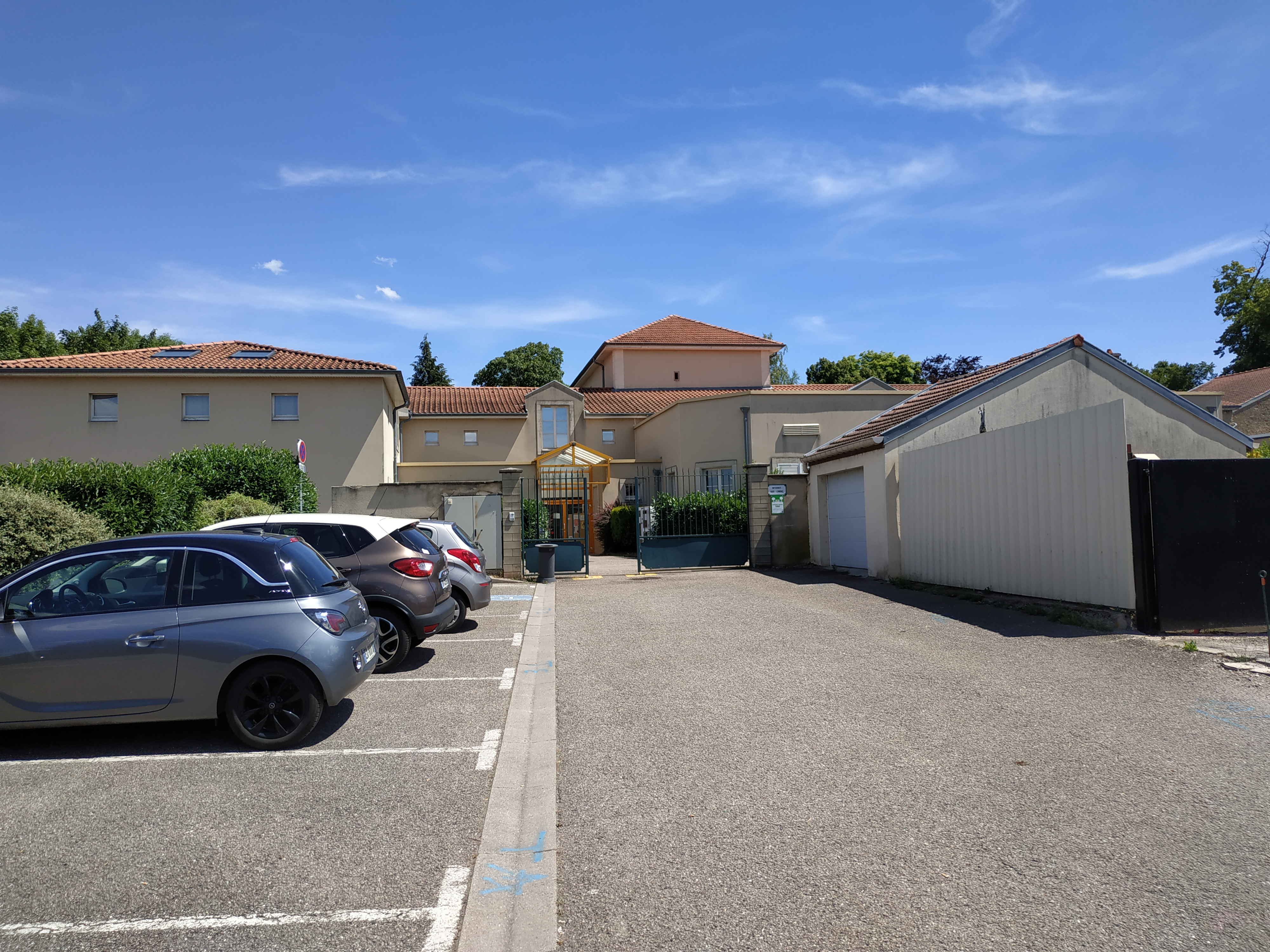
Château Noirot.
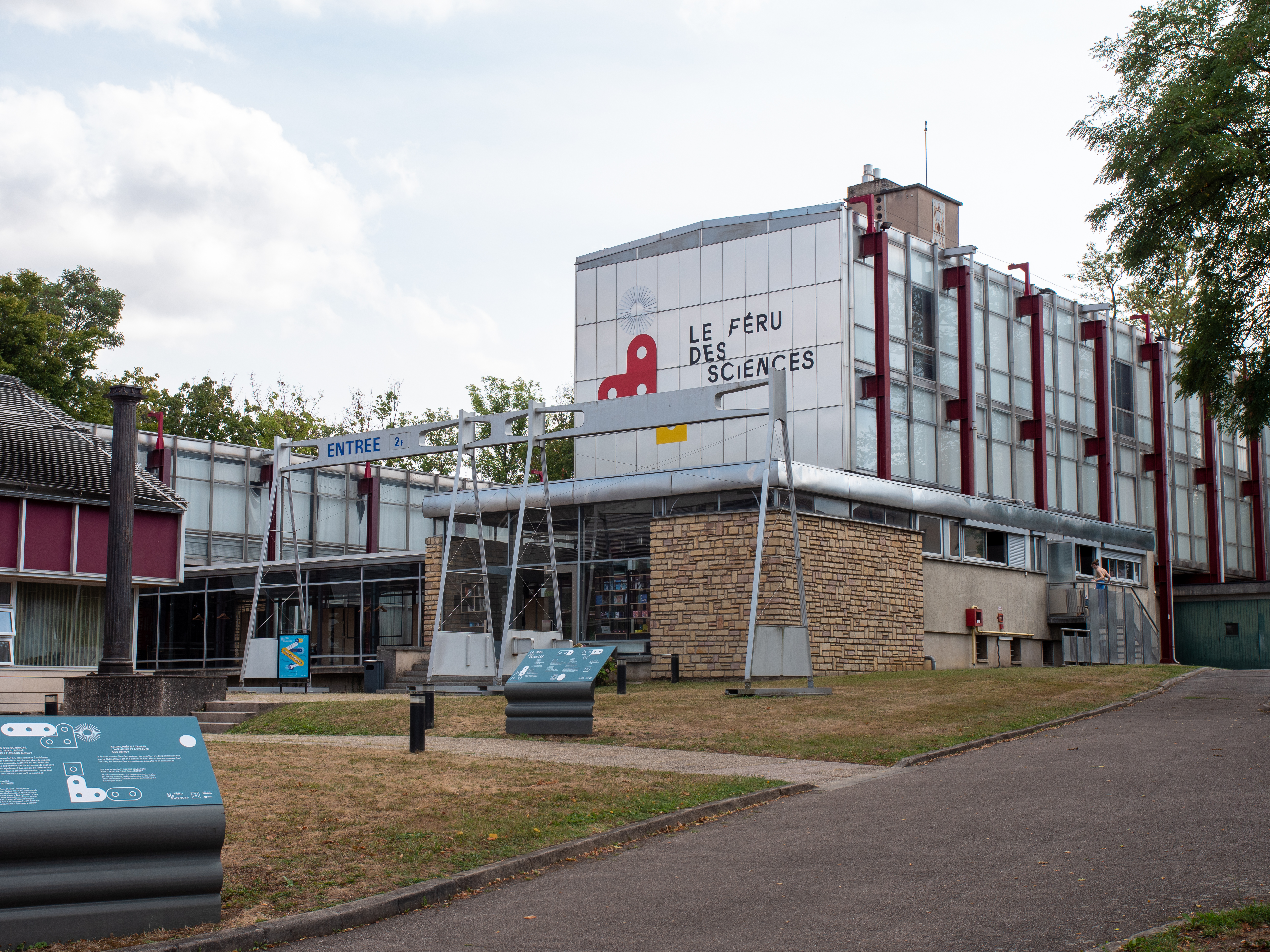
Musée le Féru des Sciences.
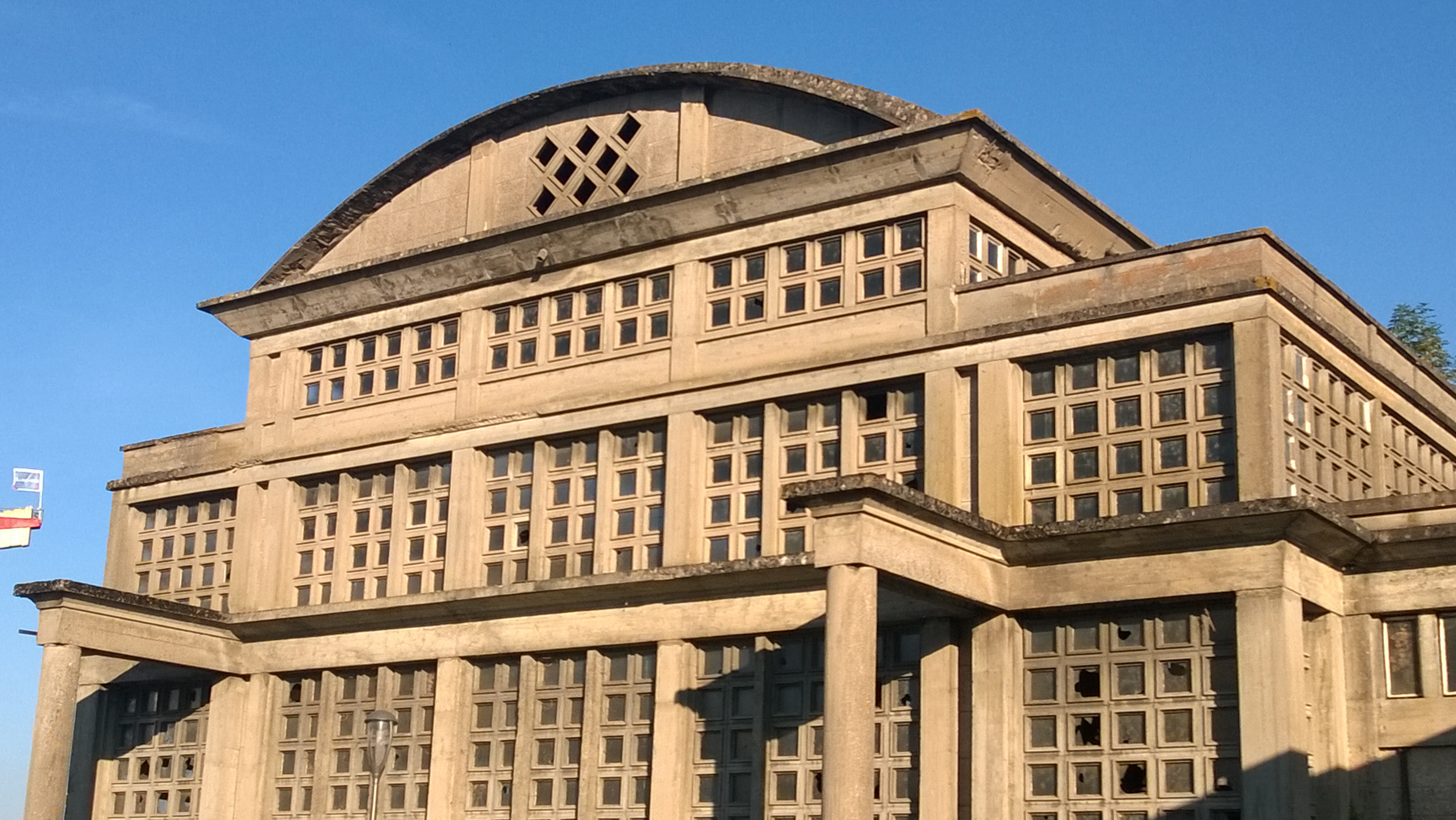
Papeterie de la Rochette.
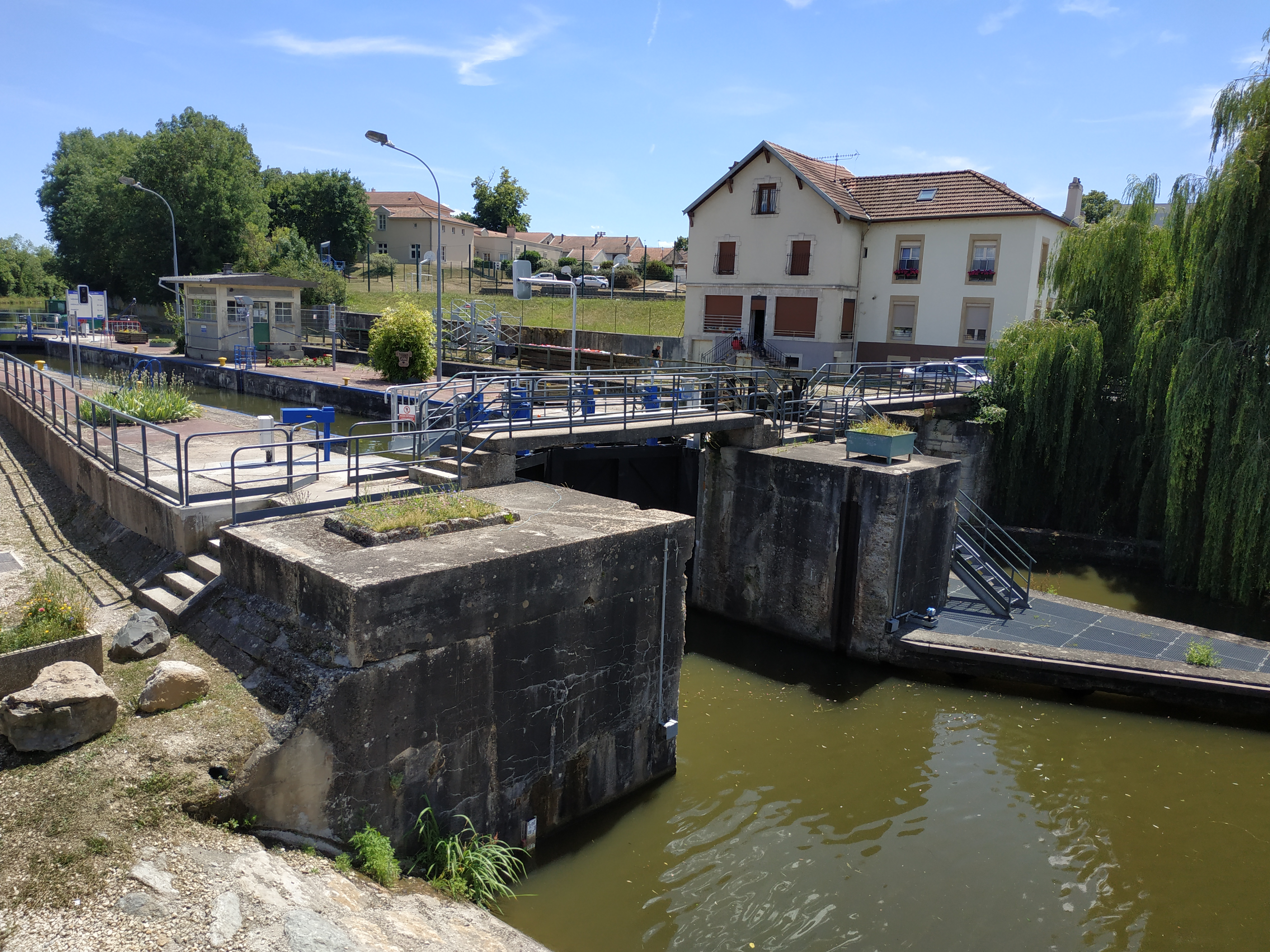
Écluse.

- Château de Montaigu, édifice objet de plusieurs inscriptions depuis 1934 et d’un classement au titre des monuments historiques par arrêté du 27 janvier 1958[37],[38].

Le château de Montaigu labellisé "Maisons des Illustres",.
Jardin d'agrément dit parc de Montaigu.
* Éléments de décoration dans le parc,,,,,,,,,.
Chapelle Notre-Dame-de-Montaigu,,,,,.
- Château XVIIIe de l'abbé de Bouzey, grand-doyen du chapitre primatial de Nancy : nymphée, fontaine, pots à feu ; parc. L'édifice fait l'objet d’un classement partiel au titre des monuments historiques par arrêté du 26 mars 1958[58].
- Château Noirot, rue Viriot, fin XVIIIe, remanié XIXe[59].
- Château XVIIIe, dit de La Cour. Ancienne maison forte du XVIe siècle. Vendu comme bien national et la propriété morcelée. Les bâtiments subsistent, très avilis et sans décoration aucune.
- Manoir XVIe : fenêtres à meneaux (défigurées).
- Ancienne vacquerie de Charles III qui fut cédée aux Chartreux de Bosserville.
- Ancienne grange dîmière.
- Les Cités de la Madeleine, construites par l’architecte Emile André[60].
- Canal de la Marne au Rhin et canal de jonction : pont-canal de La Madeleine, écluse, port.
- Papeterie de la Rochette, édifice objet d’une inscription sur l'inventaire supplémentaire des monuments historiques par arrêté du 17 février 2012[61].

#### Édifices religieux

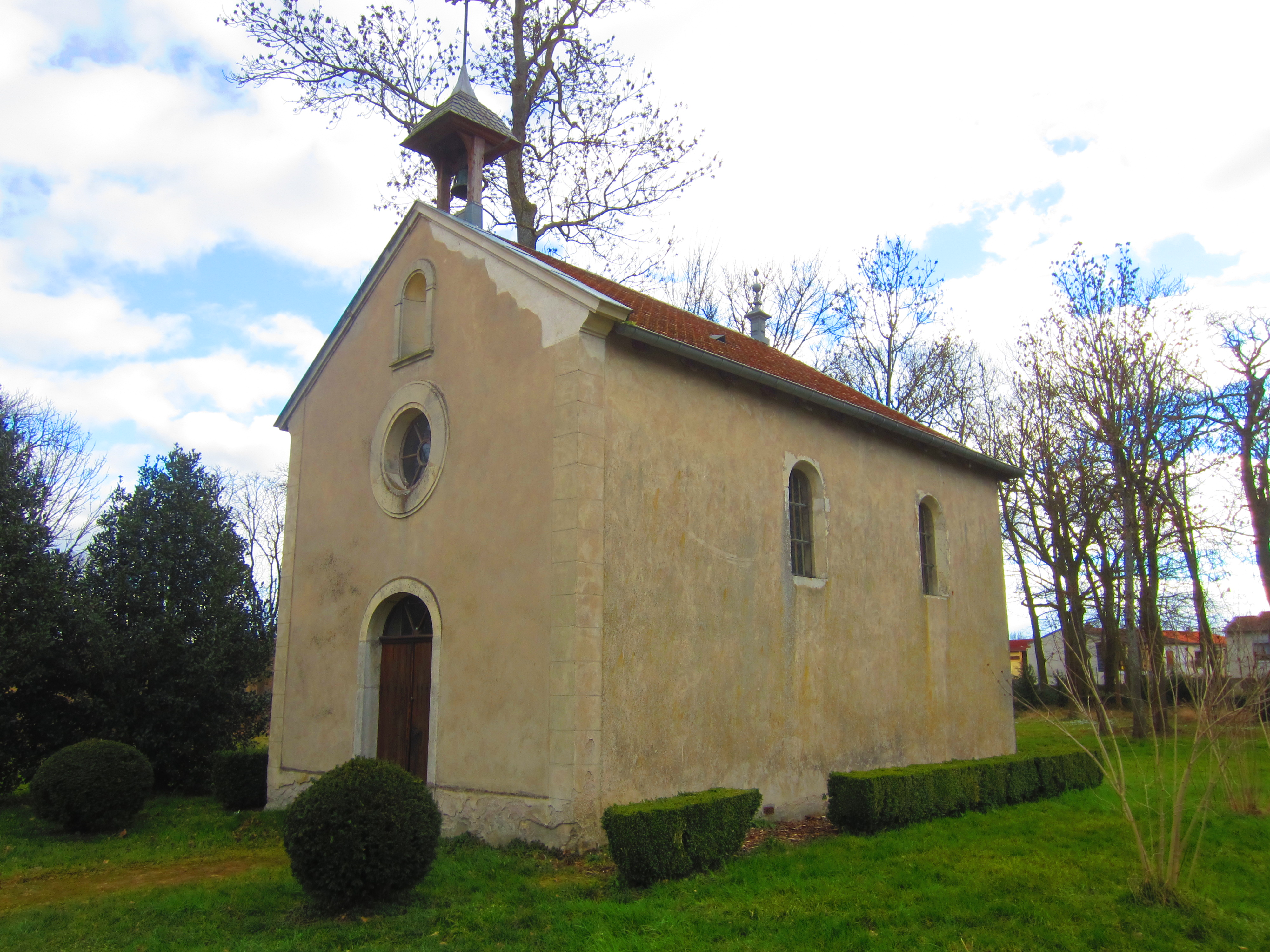
Chapelle Notre-Dame de Montaigu.
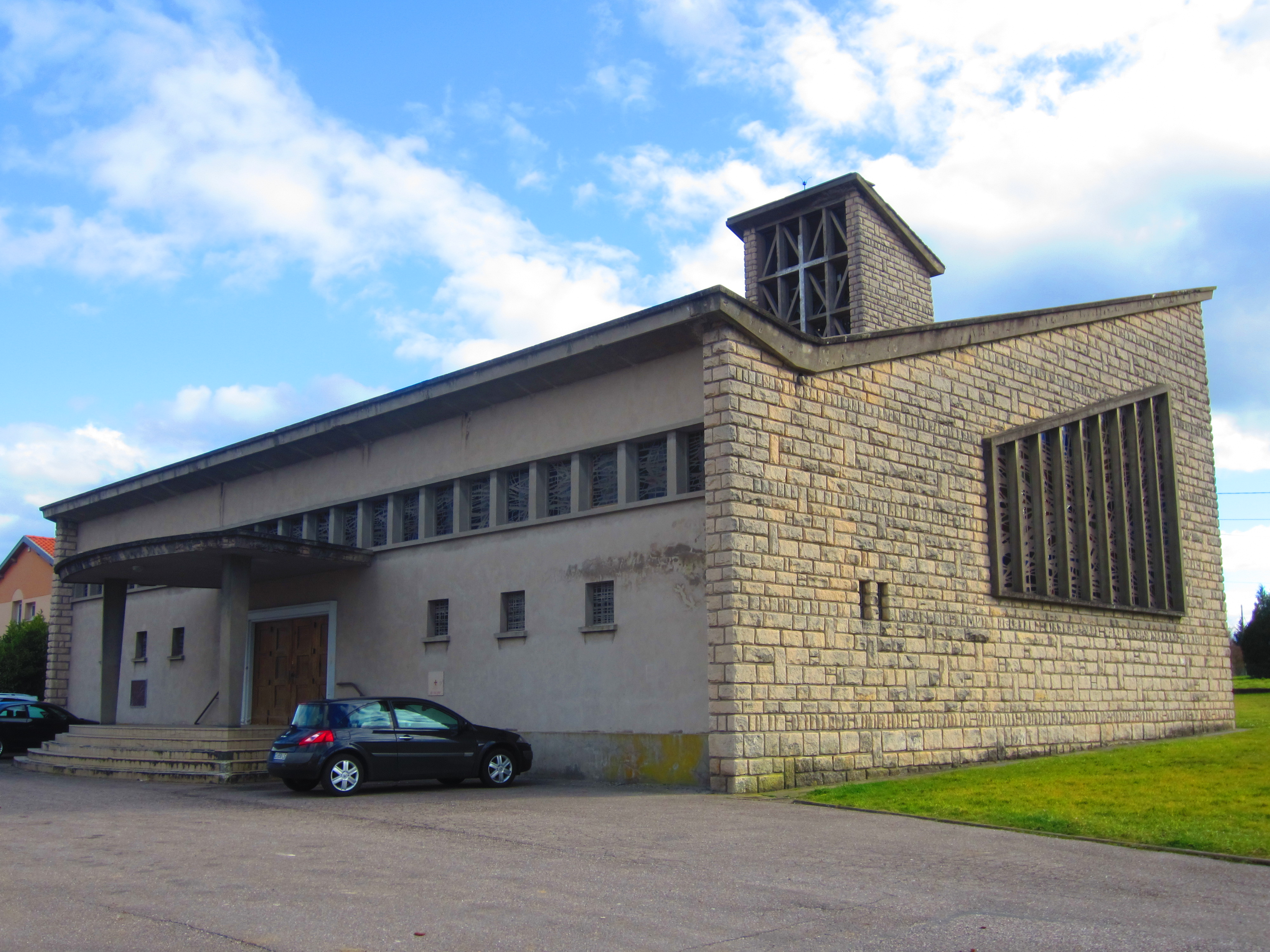
Église du Christ-Roi à la Madeleine.

- Église de l'Assomption : tour du XIIe siècle remaniée, nef et bas-côtés du XIIIe siècle restaurés au XIXe.

Autel, retable, gradin d'autel (maître-autel).
- Chapelle Notre-Dame de Montaigu XVIIe siècle, restaurée XXe siècle : vitraux du XVIe siècle, Vierge du XVIIe siècle, ensemble d'œuvres d'art religieux des XVe-XVIe siècle.
- Église du Christ-Roi, moderne à la Madeleine.
- Vestiges de l'ermitage de Sainte-Valdrée : chapelle du XIIe siècle, voûtée d'ogives du XVe siècle.
- Monuments aux morts[63] : Conflits commémorés : Guerres 1914-1918 - 1939-1945[64].

### Personnalités liées à la commune
- Pierre Marie (1907-1999), résistant né Laneuveville-devant-Nancy, adjoint de Edouard Vigneron, chef du service des étrangers de la police de Nancy, responsable du sauvetage de Juifs à Nancy lors de la rafle manquée de Nancy. Il est un des Justes parmi les nations.

### Héraldique
| Blason de Laneuveville-devant-Nancy | Blason  | D'azur à la champagne de sable chargée d'une charrue contournée d'or au soc d'argent, à l'écusson du même à la tige de chardon arrachée de sinople, fleurie de pourpre, feuillée de deux pièces piquantes au naturel et au chef aussi d'or chargé d'une bande de gueules surchargée de trois alérions aussi d'argent, placé au point du chef et accosté de quatre étoiles d'or rangées en chef, soutenues à dextre d'un soleil du même et à senestre d'une lune aussi d'or, au village d'argent posé sur la champagne brochant sur le tout. DeviseDans mes eaux est le sel de ma prospérité. |
| Blason de Laneuveville-devant-Nancy | Détails | * Il y a là non-respect de la règle de contrariété des couleurs : ces armes sont fautives (sable sur azur et or sur argent). Blason de l'union des Cercles Généalogiques Lorrains. |